# Chileense grote pijlstormvogel
De Chileense grote pijlstormvogel (Ardenna creatopus) is een vogel uit de familie van de stormvogels en pijlstormvogels (Procellariidae).Het is een kwetsbare, endemische zeevogelsoort die broedt op de Juan Fernández-archipel, een paar kleine eilanden in het oosten van de Grote Oceaan ten westen van Chili.

## Kenmerken
De vogel is 48 cm lang. Het is een grote, voornamelijk dof grijsbruin gekleurde pijlstormvogel. Het verenkleed is variabel met vormen die licht en donker gekleurd zijn. De onderdelen zijn meestal lichter gekleurd, vuilwit en bruingrijs gemarmerd vooral aan de flanken. Ook de ondervleugel is licht met donkerder gekleurde randen. Kenmerkend voor deze soort zijn de roze poten en de vuilgele snavel met een zwarte punt.

## Verspreiding en leefgebied
De broedgebieden liggen op Robinson Crusoe en een paar kleinere eilanden van de Juan Fernández-archipel. De vogels broeden in holen, vaak in spaarzaam begroeide delen van het eiland, maar ook wel in bos op hoogten tussen 50 en 390 m boven zeeniveau. Buiten de broedtijd verblijven de vogels op volle zee in het oostelijk deel van de Grote Oceaan tussen de zuidpunt van Chili en de Golf van Alaska.

## Status
De Chileense grote pijlstormvogel heeft een beperkt broedgebied en daardoor is de kans op uitsterven aanwezig. De grootte van de populatie werd in 2017 door BirdLife International geschat op 150.000 individuen. BirdLife International somt een groot aantal bedreigingen op voor het voortbestaan van zeevogelpopulaties. Lang bestond een traditie op de eilanden om kuikens te verzamelen. Dit is sinds 2011 formeel verboden. Er komen tal van invasieve dieren voor zoals verwilderde katten en honden en twee soorten ratten. Daarnaast spelen mogelijk klimaatfactoren en ontwikkelingen in de beroepsvisserij op zee een negatieve rol. Om deze redenen staat deze soort als kwetsbaar op de Rode Lijst van de IUCN.